# شهرستان قورغالجین
شهرستان قورغالجین (به قزاقی: Қорғалжын ауданы، قورعالجىن اۋدانى) یک شهرستان در قزاقستان است که در استان آق‌مولا واقع شده‌است.

## خصوصیات
شهرستان قورغالجین ۹٬۳۰۰ کیلومترمربع مساحت و ۹٬۵۰۵ نفر جمعیت دارد.